# Discografia di Imany
La discografia di Imany, cantautrice francese, è costituita da tre album in studio, un album dal vivo, una raccolta, una colonna sonora, quattro EP e oltre dieci singoli.

## Album

### Album in studio
| 2011                                                         | The Shape of a Broken Heart - Pubblicato: 9 maggio 2011 - Etichetta: Think Zik!, Virgin France - Formati: CD, 2 CD, 2 LP, download digitale                   | 19 | 47 | 10 | 4  | 36 | - FRA: Platino - POL: Platino (3) |
| 2016                                                         | The Wrong Kind of War - Pubblicato: 26 agosto 2016 - Etichetta: Think Zik!, Virgin France - Formato: CD, 2 CD, 2 LP, download digitale, streaming             | 7  | 19 | 40 | 10 | 9  | - FRA: Platino - POL: Oro         |
| 2021                                                         | Voodoo Cello - Pubblicato: 3 settembre 2021 - Etichetta: Think Zik!, A Punk Punk Club!, Virgin France - Formato: CD, 2 CD, 2 LP, download digitale, streaming | 24 | 34 | —  | 34 | 47 |                                   |
| "—" indica una pubblicazione non classificata in quel paese. | |    |    |    |    |    |                                   |

### Album dal vivo
| Anno | Titolo e dettagli |
| ---- | --- |
| 2019 | Live at the Casino de Paris - Pubblicato: 25 ottobre 2019 - Etichetta: Think Zik!, Virgin France - Formati: CD, download digitale, streaming |

### Raccolte
| Anno | Titolo e dettagli                                              |
| ---- | -------------------------------------------------------------- |
| 2019 | Imany - Pubblicato: 2019 - Etichetta: Think Zik! - Formati: CD |

### Colonne sonore
| Anno | Titolo e dettagli | Classifiche | Classifiche | Certificazioni |
| Anno | Titolo e dettagli | FRA         | POL         | Certificazioni |
| ---- | --- | ----------- | ----------- | -------------- |
| 2011 | Sous les jupes des filles - Pubblicato: 8 aprile 2016 - Etichetta: Think Zik!, Virgin France - Formati: CD, download digitale, streaming | 84          | 16          | - POL: Oro     |

## Extended play
| Anno | Titolo e dettagli |
| ---- | --- |
| 2010 | Acoustic Sessions - Pubblicato: 15 ottobre 2010 - Etichetta: Think Zik!, Virgin France - Formati: CD, download digitale              |
| 2016 | There Were Tears - Pubblicato: 26 aprile 2016 - Etichetta: Think Zik!, A Punk Punk Club! - Formati: CD, download digitale, streaming |
| 2017 | No Reason No Rhyme - Pubblicato: 14 aprile 2017 - Etichetta: Think Zik! - Formati: Download digitale, streaming                      |
| 2019 | Time Only Moves - Pubblicato: 25 ottobre 2019 - Etichetta: Think Zik! - Formati: CD, download digitale, streaming                    |

## Singoli

### Come artista principale
| Anno                                                         | Titolo                          | Classifiche | Classifiche | Classifiche | Classifiche | Classifiche | Classifiche | Classifiche | Classifiche | Classifiche | Classifiche | Certificazioni | Album di provenienza        |
| Anno                                                         | Titolo                          | FRA         | AUS         | CAN         | GER         | ITA         | NLD         | NOR         | POL         | SWE         | SWI         | Certificazioni | Album di provenienza        |
| ------------------------------------------------------------ | ------------------------------- | ----------- | ----------- | ----------- | ----------- | ----------- | ----------- | ----------- | ----------- | ----------- | ----------- | --- | --------------------------- |
| 2011                                                         | You Will Never Know             | 26          | —           | —           | —           | —           | 2           | —           | —           | 5           | —           | - ITA: Platino (2) | The Shape of a Broken Heart |
| 2011                                                         | Please and Change               | —           | —           | —           | —           | —           | —           | —           | —           | —           | —           | | The Shape of a Broken Heart |
| 2014                                                         | The Good the Bad & the Crazy    | 79          | —           | —           | —           | —           | —           | —           | —           | —           | —           | | Sous les jupes des filles   |
| 2015                                                         | Don't Be So Shy                 | 1           | 9           | 94          | 1           | 22          | 17          | 17          | 1           | 10          | 3           | - FRA: Diamante - AUS: Platino - CAN: Platino - GER: Diamante - ITA: Platino (3) - NOR: Platino - POL: Diamante - SWE: Platino - SWI: Platino (2) | The Wrong Kind of War       |
| 2016                                                         | There Were Tears                | 50          | —           | —           | —           | —           | —           | —           | —           | 38          | —           | | The Wrong Kind of War       |
| 2016                                                         | Silver Lining (Clap Your Hands) | 38          | —           | —           | —           | —           | —           | —           | —           | —           | —           | | The Wrong Kind of War       |
| 2016                                                         | Nothing to Save                 | 179         | —           | —           | —           | —           | —           | —           | —           | —           | —           | | The Wrong Kind of War       |
| 2017                                                         | No Reason No Rhyme              | 171         | —           | —           | —           | —           | —           | —           | —           | —           | —           | | The Wrong Kind of War       |
| 2021                                                         | Wonderful Life                  | —           | —           | —           | —           | —           | —           | —           | —           | 19          | —           | | Voodoo Cello                |
| 2021                                                         | The A Team                      | —           | —           | —           | —           | —           | —           | —           | —           | —           | —           | | Voodoo Cello                |
| 2021                                                         | Like a Prayer                   | —           | —           | —           | —           | —           | —           | —           | —           | —           | —           | | Voodoo Cello                |
| "—" indica una pubblicazione non classificata in quel paese. |                                 |             |             |             |             |             |             |             |             |             |             | |                             |

### Come artista ospite
| Anno | Titolo                                      | Classifiche | Album di provenienza |
| Anno | Titolo                                      | FRA         | Album di provenienza |
| ---- | ------------------------------------------- | ----------- | -------------------- |
| 2013 | Le mystère féminin (Kery James feat. Imany) | 120         | Denier MC            |